# Bernard Montgomery
Bernard Law Montgomery, från 1946 1:e viscount Montgomery of Alamein (Lord Montgomery), ofta kallad "Monty", född 17 november 1887, död 24 mars 1976, var en brittisk militär, fältmarskalk från 1 september 1944. Under andra världskriget ledde han under general Harold Alexander de allierades 8:e armé i samband med slaget vid El-Alamein 1942, samt var under general Dwight D. Eisenhower högste befälhavare för de allierades markstridskrafter vid invasionen av Normandie 1944.

## Biografi
Montgomery deltog som ung officer i första världskriget där han sårades. Han gifte sig med Betty Carver, änka till Oswald Carver, den 27 juli 1927. De fick en son. Den 19 oktober 1937 avled hans maka från ett ormbett, och Montgomery gifte sig aldrig på nytt.
Han var divisionschef under fälttåget i Frankrike i andra världskrigets början och chef för II Corps under reträtten till Dunkerque. I augusti 1942 utsågs han av Churchill till befälhavare för den brittiska 8:e armén i Egypten. Under Montgomerys ledning återvann 8:e armén sin styrka, samtidigt som Montgomery avvisade Churchills påtryckningar om anfall. I oktober 1942 ansåg han tiden mogen vilket ledde till segern vid El Alamein mot Erwin Rommels Afrikakår. Därefter pressades tyskarna och italienarna tillbaka till Tunisien. Montgomery har kritiserats för att inte ha drivit förföljandet tillräckligt kraftfullt, men han var besluten att inte råka ut för överraskande motgångar som hans företrädare råkat ut för så många gånger tidigare under ökenkriget. Montgomery planerade landstigningen på Sicilien under Dwight Eisenhowers befäl och ledde 8:e arméns framryckning i södra Italien.
I december 1943 lämnade han 8:e armén för att deltaga i planeringen av operation Overlord där han utsetts att leda marktrupperna. Under striderna i Normandie ledde han genom ett antal stora och grundligt genomförda offensiver de brittiska styrkorna till seger över tyskarna, dock inte utan mycket stora förluster. Montgomery ledde de brittiska marktrupperna på västfronten 1944–1945 och var ansvarig för såväl nederlag som segrar. Han planerade den misslyckade Operation Market Garden, men anses även som betydelsefull i besegrandet av den tyska Ardenneroffensiven.
Montgomery var tveklöst en skicklig militär men han var inte enkel att samarbeta med.
När Montgomery en gång ombads att nämna historiens tre största generaler, svarade han; "De andra två var Alexander den store och Napoleon."

## Befattningar
- Brigadier (brigadchef) 5 augusti 1937
- Generalmajor 21 maj 1938
- Generallöjtnant 22 juli 1941
- General 11 november 1942
- Fältmarskalk 1 september 1944,
- Brittisk militär befälhavare i Tyskland maj 1945- juni 1946,
- Chef för imperiets generalstab (CIGS) juni 1946- oktober 1948,
- Militärbefälhavare i Brysselpakten november 1948- mars 1951,
- Ställföreträdande överbefälhavare i NATO april 1951- september 1958.

## Utmärkelser
- Sovjetunionens segerorden,  5 juni 1945
- Storkorset av Nederländska Lejonorden,  14 juli 1945[2]
- Hedersmedborgare i Bryssel,  12 september 1945[3]
- Storkors av Hederslegionen
- Bathorden
- Mentioned in dispatches
- Hedersmedborgare i Mons[4]
- Storkors med stjärna med Virtuti Militari
- 1914–15 Star
- Croix de Guerre
- Legion of Merit
- British War Medal
- 1939–45 Star
- King George V Silver Jubilee Medal
- Kung Georg VI:s kröningsmedalj
- Victory Medal
- War Medal 1939–1945
- Italy Star
- France and Germany Star
- Africa Star
- Distinguished Service Medal
- Salomos orden
- Storkors av Leopoldorden
- Distinguished Service Order
- Storkors av  Vita lejonets orden
- Silverkors av Virtuti Militari
- Överkommendör av Legion of Merit
- Storofficer  av Leopold II:s orden
- Riddare med storkors av Bathorden
- Croix de guerre 1914–1918
- Drottning Elizabeth II:s  kröningsmedalj
- Suvorovorden, första klass
- Strumpebandsorden
- Storofficer av Georg I:s orden
- Storkors av Sankt Olavs orden
- Médaille militaire
- Croix de guerre
- Tjeckoslovakiska krigskorset 1939–1945
- Tjeckoslovakiens militärorden för frihet
- Elefantorden
- Tapperhetskorset

[Redigera Wikidata]